# Houpou
Houpou (ou Roupou) est une localité du Cameroun située dans le département du Mayo-Tsanaga et la Région de l'Extrême-Nord, à la frontière avec le Nigeria, dans les monts Mandara. Elle fait partie de la commune de Mogodé et du canton de Mogodé rural.

## Population
En 1966-1967, Houpou comptait 331 habitants, pour la plupart des Kapsiki. À cette date, elle disposait d'un marché régional hebdomadaire le vendredi.
Lors du recensement de 2005, on y a dénombré 1 426 personnes.